# Spilodesmus exsul
Spilodesmus exsul är en mångfotingart som beskrevs av Cook 1896. Spilodesmus exsul ingår i släktet Spilodesmus och familjen Platyrhacidae. Inga underarter finns listade i Catalogue of Life.